# オオハシウミガラス

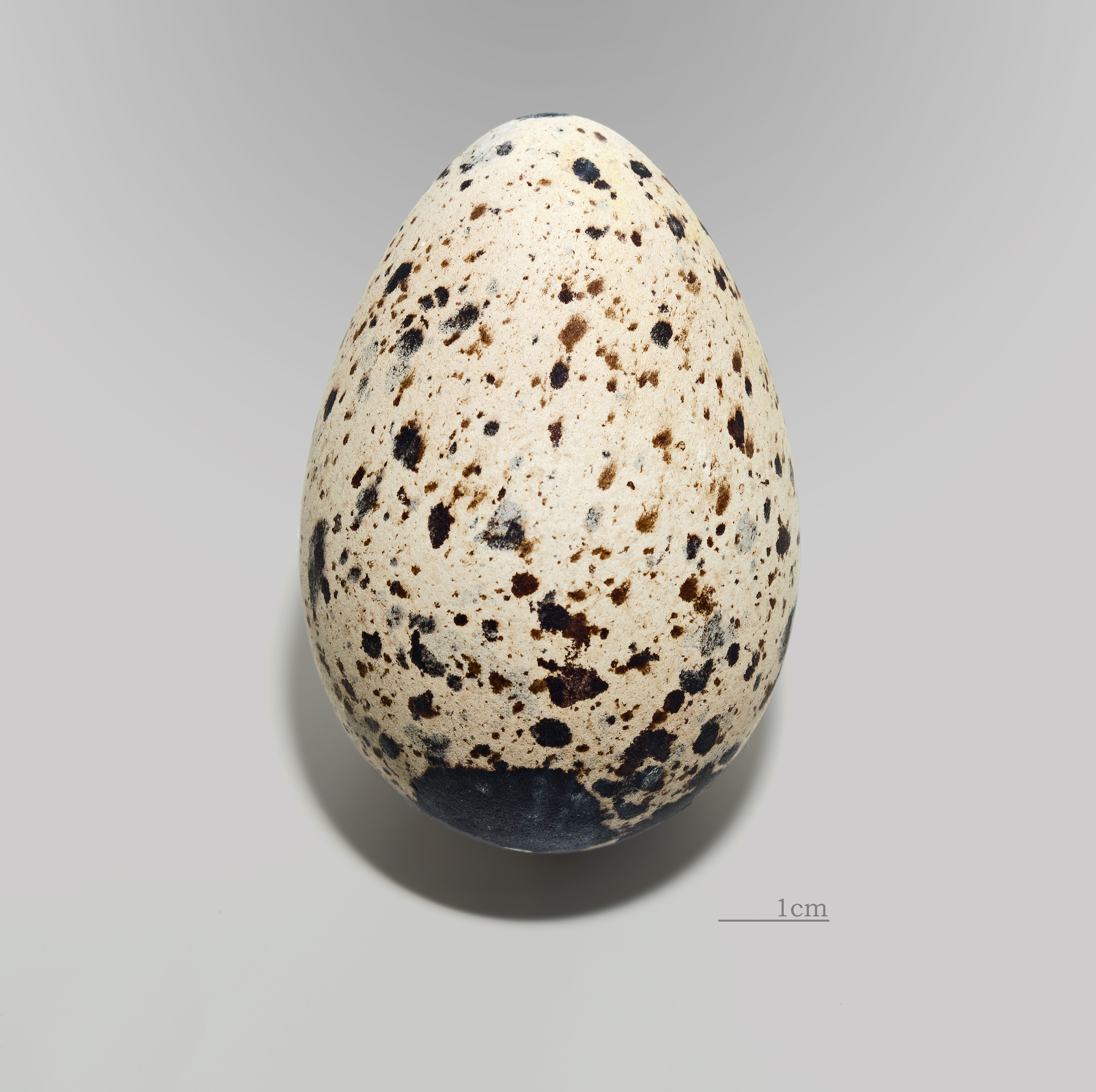
オオハシウミガラスの卵

オオハシウミガラス（大嘴海烏、学名：Alca torda ）は、チドリ目・ウミスズメ科に分類される海鳥の一種。

## 分布
北極海の大西洋側と北大西洋に広く分布する。繁殖地は北アメリカ側はメイン州以北、ヨーロッパ側はロシア西部からフランス北部までとされる。冬は外洋で生活し、北アメリカのニューイングランド沿岸や地中海西部など温暖な地方に姿を現すこともある。

## 形態
全長は40cmほど、翼開張は65cmほどである。成鳥は腹側が白く、頭部と背中側が黒い。大きさも外見もウミガラスとほぼ同じだが、くちばしが太く、鼻先から目まで白い線が入るのが特徴である。くちばしは数本の溝と白いしま模様があり、大きさこそ違うが絶滅したオオウミガラスに似た形状をしている。
分類上は1種だけでオオハシウミガラス属 Alca Linnaeus, 1758 を形成するが、オオウミガラスも本属に組みこむ見解もある。

## 生態
他のウミスズメ類と同様に潜水して餌を探す。おもにイカナゴ、ニシン、カラフトシシャモなどの魚類を捕食するが、甲殻類や貝類なども捕食する。
繁殖期には島嶼などの海に面した断崖にコロニーを作る。特に巣材も用いず、岩肌や地面の上に直に卵を産む。アイスランドの西部フィヨルド西端に位置するラゥトラビャルグは世界最大の営巣地として知られ、主に崖の上部付近に15万羽～30万羽のオオハシウミガラスが見られるほか、ウミガラスやハシブトウミガラスなども多数生息する。

## 進化と起源
Alca 属に属する現生種は一種のみだが、鮮新世には多くの種がいたことが化石から明らかになっている。本属の起源は北大西洋西岸から現在のカリブ海あたりに求められると考えられており、その祖先は中新世当時にはまだ開いていたパナマ海峡を通って大西洋に到達したと推定されている。